# Аканмуль

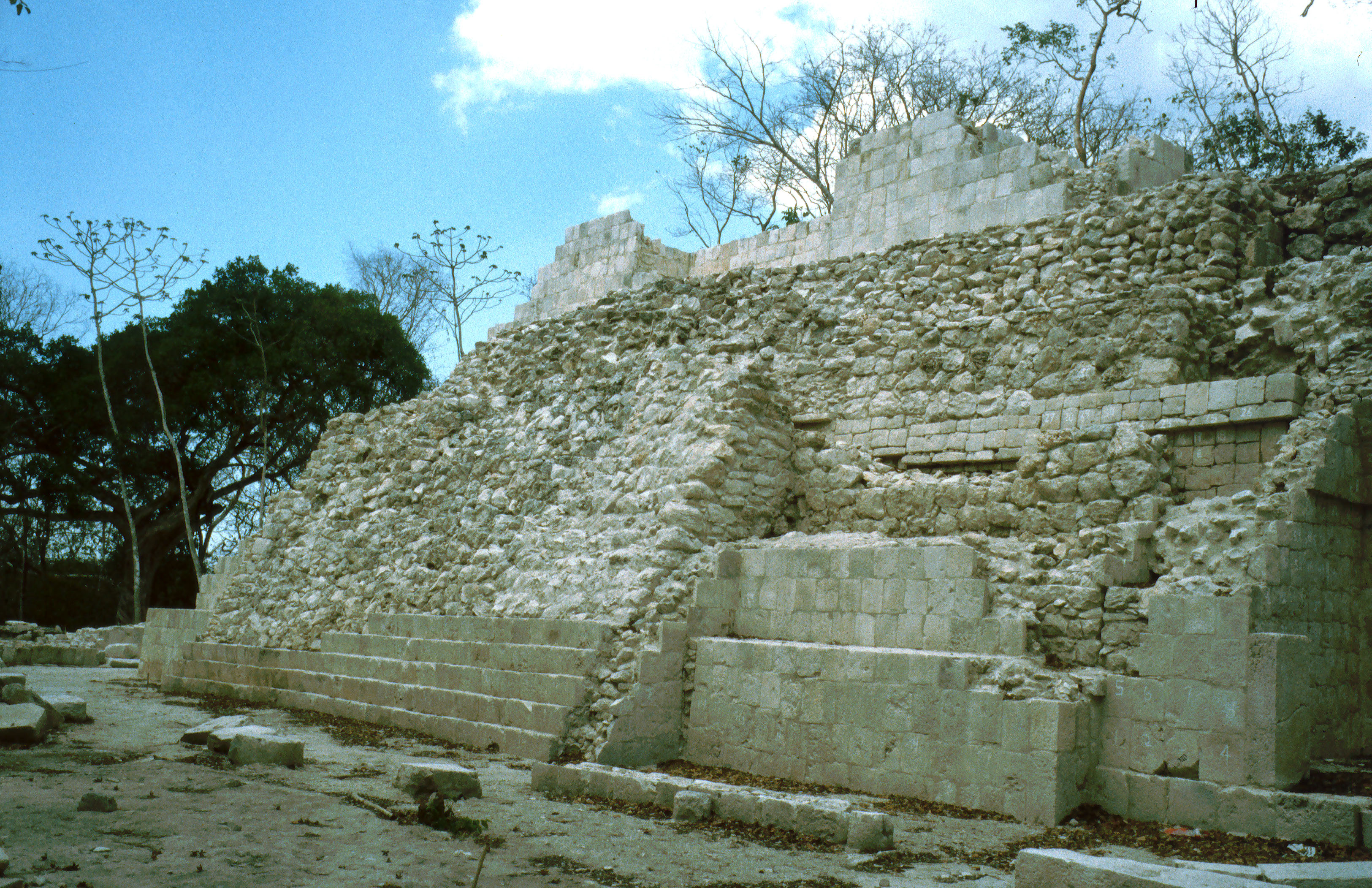
Дворец в Аканмуле, вид спереди

Аканмуль (Acanmul) — руины цивилизации майя в Мексике. Находятся на полуострове Юкатан, штат Кампече, примерно в 25 км к северу от столицы штата. До настоящего времени Аканмуль и весь близлежащий регион ещё плохо изучены археологами.
Первое краткое описание Аканмуля оставил Гарри Поллок.. С 2000 г. здесь проводят раскопки Эбер Охеда (Heber Ojeda) и Джозеф Болл (Joseph Ball).
Наибольший интерес у археологов вызывает 3-этажное здание, предположительно дворец правителя позднеклассического периода. Рядом с ним находится C-образное здание необычной конструкции с весьма изящной отделкой каменной поверхности. В городе имелся стадион для игры в мяч.